# Sony Xperia S
Le Sony Xperia S est un smartphone conçu par la société Sony Mobile Communication, le premier de la série Xperia NXT, qui marque le début de Sony Mobile Communications en remplacement de Sony Ericsson. Il est sorti en mars 2012 dans le monde.

## Présentation
Initialement livré sous Android Gingerbread 2.3 à sortie, le Xperia S reçoit Android Ice Cream Sandwich 4.0 en mai 2012 puis Android Jelly Bean 4.1 en mai 2013.
Au Japon, il porte le nom Sony Ericsson Xperia NX.
Comme le reste de la gamme Xperia NXT, le design du téléphone de 4,3 pouces est tranchant sur le devant, avec la barre translucide et les boutons tactilesen bas, et l'arrière arrondi. Il s'agit du haut de gamme, le Xperia P étant moyen de gamme et le Xperia U entrée de gamme.
Au cœur de la stratégie multi-écrans de Sony, le service Sony Entertainment Network est disponible sur le Xperia S. Il peut se connecter avec les télévisions Bravia compatibles grâce à la technologie sans-fil DLNA en plus de la prise HDMI. Il est certifié PlayStation et donc peut accéder à PlayStation Suite.
Les critiques ont été très favorables. Ainsi, Test mobile le qualifie de « belle réussite » et lui attribue 4/5. Les Numériques le positionne en tant que « smartphone actuel de qualité » et lui donne 4/5. Et Le journal du geek le recommande vivement, saluant « un des meilleurs rapports qualité/prix actuels ».
La seule critique émise en plus l'absence de carte microSD (comme l'iPhone et avec 32 Go de taille mémoire, cela est suffisant), est l'utilisation d'Android Gingerbread au lieu d'Android Ice Cream Sandwich. Mais ce problème a été réparé moins de deux mois après la sortie de l'appareil avec la mise à jour.